# AK-257
L'AK-725 est un canon naval soviétique de calibre de 57 mm, de conception héritée du canon terrestre ZIF-31 L/70 de 57 mm (type 66/76). Au début des années 1950, le développement de versions navales de l'arme de calibre 57 × 348 mm SR 70 débute, avant d'entrer en service dans l'armée soviétique en 1950 sous le nom de S-60.
La version à double canon, ZIF-31, semble être entrée en service avec les dragueurs de mines du projet 264 (classe T-58) et les ravitailleurs de sous-marins du projet 310 (classe Don) en 1958.

## Sources
- Christian Koll, Soviet Cannon - A Comprehensive Study of Soviet Arms and Ammunition in Calibres 12.7mm to 57mm, Austria, Koll, 2009 (ISBN 978-3-200-01445-9, lire en ligne), p. 472
- Корабли ВМФ СССР. Том 2. Ударные корабли. Часть 2. Малые ракетные корабли и катера, 2004  (ISBN 5-8172-0087-2)